# Vrícko
Vrícko (in ungherese Turócremete, in tedesco Münnichweis) è un comune della Slovacchia facente parte del distretto di Martin, nella regione di Žilina.